# Amphinecta pila
Amphinecta pila is een spinnensoort uit de familie Desidae. De soort komt voor in Nieuw-Zeeland.